# Вайхапа-Нгаере
Вайхапа-Нгаере (Waihapa-Ngaere) — нафтове родовище на Північному острові Нової Зеландії.
Родовище відкрили у 1988 році унаслідок спорудження розвідувальної свердловини Waihapa-1B, що видала на тестуванні приплив у 4500 барелів нафти на добу. Наступного року спорудили оціночні свердловини Waihapa-2 та Waihapa-4, а також видобувні свердловини Waihapa-5 та Waihapa-6A, що показували приплив від 1000 до 4000 тисяч барелів на добу. Згодом також пробурили щонайменше три свердловини на ділянці Нгаере, що підтвердили поширення покладів у північному напрямку.
Комерційні запаси вуглеводнів Вайхапа-Нгаере залягають на глибині близько 2,5 кілометра та пов'язані з вапняками формації Тікорангі (олігоцен).
Родовище ввели в експлуатацію одразу після відкриття, а в 1993-му воно досягнуло піку видобутку з показником у 15 тисяч барелів нафти на добу. В межах облаштування Вайхапа-Нгаере в тому ж році запустили установку підготовки, здатну приймати 25 тисяч барелів на добу з резервуарним парком у 7,8 тисячі барелів.
Для видачі продукції проклали нафтопровід довжиною 49 кілометрів та діаметром 200 мм, що досягав резервуарного парку Омата, з якого далі нафта вивозилась через порт Нью-Плімута. Утилізація попутного газу стартувала в 1990-му та відбувалась з використанням газопроводу Вайхапа — Стратфорд — Нью-Плімут.
При високих початкових виробничих показниках, запаси родовища виявились доволі малими і вже у 1995-му видобуток обвалився нижче 4 тисяч барелів на добу, а станом на кінець десятиліття становив лише кілька сотень барелів. Станом на 2008 рік Вайхапа-Нгаере було майже повністю випрацьоване — при початкових видобувних запасах, оцінених у 24,2 млн барелів нафти, вже видобули 23,8 млн барелів (по попутному газу було видобуто 0,81 млрд м3, що фактично дорівнювало оцінці запасів).